# Federazija Sportiwnowo Orijentirowanija Rossii
Der Orientierungslaufverband Russlands (russisch Федерация спортивного ориентирования России, ФСО; Abkürzung FSO oder RUFSO) ist der nationale Orientierungslaufdachverband Russlands. Er wurde 1991 gegründet und ist Mitglied des Internationalen Orientierungslaufverbandes (IOF).

## Organisierte Veranstaltungen
Mountainbike-Orientierungsfahren:
- Mountainbike-Orienteering-Europameisterschaften 2011 in der Oblast Leningrad

Ski-Orientierungslauf:
- Junioren-Ski-Orientierungslauf-Weltmeisterschaften 1998 in Welogosch
- Ski-Orientierungslauf-Weltmeisterschaften 2000 in Krasnojarsk, Region Krasnojarsk
- Ski-Orientierungslauf-Europameisterschaften 2001 in Wologda, Oblast Wologda
- Junioren-Ski-Orientierungslauf-Weltmeisterschaften 2006 in Iwanowo, Oblast Iwanowo
- Ski-Orientierungslauf-Europameisterschaften 2006 in Iwanowo, Oblast Iwanowo
- Ski-Orientierungslauf-Weltmeisterschaften 2007 in der Oblast Moskau
- Ski-Orientierungslauf-Europameisterschaften 2014 in Tjumen, Oblast Tjumen

## Vorsitzende
- 1991–1995: Nikolai Wassiljew
- 1995–2003: Sergei Beljajew
- 2003–2007: Juri Nikonow
- seit 2007: Sergei Beljajew